# Петров, Юрий Александрович (режиссёр)
Юрий Александрович Петров (10 сентября 1925, Вышний Волочёк, Тверская губерния — 4 июня 2012, Москва) — советский режиссёр театра и кино, педагог. Заслуженный деятель искусств РСФСР (1978).

## Биография
Родился в 1925 году в городе Вышний Волочек Тверской губернии.
Участник Великой Отечественной войны, рядовой музыкального взвода 284-й стрелковой дивизии, награждён медалями «За боевые заслуги» (1945) и «За победу над Германией» (1945), Орденом Отечественной войны II степени (1985)
В 1954 окончил факультет режиссёров музыкальной комедии ГИТИСа им. А. В. Луначарского.
С 1954 года — режиссёр Горьковского оперного театра.
В 1956—1962 годах — режиссёр Большого театра СССР, главный режиссёр Ленинградского оперного театра.
В 1966 году окончил Высшие курсы сценаристов и режиссёров и как кинорежиссёр снял фильмы «Одесские каникулы» (1965) и «От снега до снега» (1968).
С 1970 года — режиссёр и постановщик спектаклей в различных театрах страны.
С 1977 года — главный режиссёр Московского театра оперетты.

Юрий Петров был для Театра оперетты режиссёром не совсем обычным, не традиционным: до того как прийти к нам, он ставил спектакли в оперных театрах, успел снять два фильма. Его увлеченность, в частности, кино, потом сказалась на работе с артистами оперетты . Для него главным на сцене была правда жизни. В кино это непременное условие, но оперетта совсем другое искусство, где некоторые условности просто предполагаются.— Татьяна Шмыга
Одновременно с режиссёрской работой преподавал в Горьковской и Ленинградской консерваториях, с 1964 года— педагог ГИТИСа им. А. В. Луначарского; доцент (1972).
Умер в 2012 году в Москве, похоронен на 29-м участке Введенского кладбища.